# República Dominicana en los Juegos Paralímpicos de París 2024
La República Dominicana estuvo representada en los Juegos Paralímpicos de París 2024 por once deportistas, siete hombres y cuatro mujeres. El equipo paralímpico dominicano no obtuvo ninguna medalla en estos Juegos.